# Lijst van rijksmonumenten in Stedum
De plaats Stedum telt 16 inschrijvingen in het rijksmonumentenregister. Hieronder een overzicht. 
| Object                                                        | Oorspronkelijke functie? | Bouwjaar | Architect | Locatie                   | Coördinaten?                  | Nr.?   | Afbeelding                                       |
| ------------------------------------------------------------- | ------------------------ | --- | --- | ------------------------- | ----------------------------- | ------ | ------------------------------------------------ |
| Woonhuis onder zadeldak tussen topgevels                      | Werk-woonhuis            | | | Bedumerweg 1              | 53° 19' 19" NB, 6° 41' 35" OL | 34499  | Woonhuis onder zadeldak tussen topgevels         |
| Dwarshuisboerderij onder zadeldak met wolfseinden             | Boerderij                | | | Bedumerweg 39             | 53° 18' 54" NB, 6° 40' 53" OL | 34500  | Meer afbeeldingen                                |
| De Heemen                                                     | Boerderij                | 1826 | | Bedumerweg 41             | 53° 18' 59" NB, 6° 40' 44" OL | 34501  | Meer afbeeldingen                                |
| Deltheem                                                      | Boerderij                | midden 19e eeuw | | Delleweg 2                | 53° 19' 51" NB, 6° 42' 15" OL | 34502  | Meer afbeeldingen                                |
| Occo Reintiesheert                                            | Boerderij                | 1860 ca. 1900 (bijschuur) 1905 (verb. voorhuis)                                                                       | | Delleweg 9                | 53° 19' 55" NB, 6° 41' 16" OL | 34503  | Meer afbeeldingen                                |
| Bartholomeuskerk                                              | Kerk en kerkonderdeel    | 1200-1250 (toren) 1250-1275 (schip, transept) 15e eeuw (koor) 1500-1550 (sacristie) 1877-'78 (rest.) 1937-'39 (rest.) | P.J.H. Cuypers, Ad. Mulder en J.J. van Langelaar (uitv.) (1877-'78) A.R. Wittop Koning en R. Offringa (uitv.) (1937-'39) | Hoofdstraat 1             | 53° 19' 20" NB, 6° 41' 39" OL | 34504  | Meer afbeeldingen                                |
| Jensemaheert                                                  | Boerderij                | midden 19e eeuw | | Hoofdstraat 47            | 53° 19' 10" NB, 6° 42' 5" OL  | 34505  | Meer afbeeldingen                                |
| Pand met woning onder zadeldak en tweekapsschuur              | Woonhuis                 | 1800-1850 | | Lellensterweg 2           | 53° 19' 11" NB, 6° 41' 44" OL | 34506  | Meer afbeeldingen                                |
| Niehof                                                        | Boerderij                | 1875 | | Lopsterweg 2              | 53° 19' 19" NB, 6° 41' 56" OL | 34507  | Meer afbeeldingen                                |
| Vledderbosch                                                  | Boerderij                | 1844 | | Lopsterweg 20             | 53° 19' 39" NB, 6° 42' 28" OL | 34508  | Meer afbeeldingen                                |
| Terrein met overblijfselen van de borg Nittersum              | Archeologisch monument   | middeleeuwen | | Borgweg/Weemweg           | 53° 19' 20" NB, 6° 41' 46" OL | 45973  | Terrein met overblijfselen van de borg Nittersum |
| Wierde (De Weer)                                              | Archeologisch monument   | ca. begin jaartelling                                                                                                 | | bij Delleweg 9            | 53° 19' 54" NB, 6° 41' 19" OL | 45974  | Wierde (De Weer)                                 |
| Terrein met overblijfselen van een borg of een fort (Ol Fort) | Archeologisch monument   | middeleeuwen | | ten oosten van Delleweg 2 | 53° 20' 0" NB, 6° 42' 42" OL  | 45978  | Upload foto                                      |
| Wierde (De Bult)                                              | Archeologisch monument   | ca. begin jaartelling                                                                                                 | | Crangeweersterweg         | 53° 19' 11" NB, 6° 39' 58" OL | 45982  | Wierde (De Bult)                                 |
| Hervormde pastorie met garage                                 | Dienstwoning             | 1933 | P. Rozema | Kampweg 2                 | 53° 19' 22" NB, 6° 41' 39" OL | 517386 | Hervormde pastorie met garage                    |
| Peertil                                                       | Brug                     | oorspr. voor 1754 1886 (herb.) 1996 (rest.)                                                                           | | bij Bedumerweg 1          | 53° 18' 25" NB, 6° 39' 56" OL | 517396 | Peertil                                          |